# Carlos Perlaza
Carlos Perlaza (* 10. Juni 1996) ist ein ecuadorianischer Leichtathlet, der sich auf den Sprint spezialisiert hat.

## Sportliche Laufbahn
Erste internationale Erfahrungen sammelte Carlos Perlaza im Jahr 2013, als er bei den Jugendweltmeisterschaften in Donezk mit 22,39 s in der ersten Runde im 200-Meter-Lauf ausschied. Im Jahr darauf belegte er bei den Jugendsüdamerikameisterschaften in Cali in 10,86 s den fünften Platz im 100-Meter-Lauf und schied über 200 Meter mit 22,33 s in der Vorrunde aus. 2015 verpasste er bei den Juniorensüdamerikameisterschaften in Cuenca mit 10,92 s den Finaleinzug über 100 Meter und belegte in 21,68 s den sechsten Platz über 200 Meter. Im Jahr darauf klassierte er sich bei den U23-Südamerikameisterschaften in Lima mit 10,67 s auf dem fünften Platz über 100 Meter und erreichte über die längere Distanz nach 21,79 s Rang vier. Zudem gewann er mit der ecuadorianischen 4-mal-400-Meter-Staffel in 3:17,23 min die Silbermedaille hinter dem Team aus Brasilien und in der 4-mal-100-Meter-Staffel belegte er in 41,53 s den vierten Platz. 2017 schied er bei den Südamerikameisterschaften in Luque mit 10,55 s und 21,34 s jeweils in der ersten Runde über 100 und 200 Meter aus und belegte mit der 4-mal-100-Meter-Staffel in 40,61 s den vierten Platz und wurde in 3:16,44 min Sechster in der 4-mal-400-Meter-Staffel. Anschließend gelangte er bei den Juegos Bolivarianos in Santa Marta nach 10,90 s auf Rang acht über 100 Meter und gewann in 39,83 s die Bronzemedaille in der 4-mal-100-Meter-Staffel hinter den Teams aus Venezuela und Kolumbien. Zudem belegte er in der 4-mal-400-Meter-Staffel in 3:12,81 min den vierten Platz. Im Jahr darauf belegte er bei den Ibero-Amerikanischen Meisterschaften in Trujillo in 47,94 s den fünften Platz im 400-Meter-Lauf und konnte sein Finalrennen über 200 Meter nicht beenden. Zudem gewann er in 3:11,73 min die Silbermedaille hinter dem chilenischen Team und wurde in der 4-mal-100-Meter-Staffel in 41,15 s. Anschließend gewann er bei den U23-Südamerikameisterschaften in Cuenca in 21,13 s die Silbermedaille hinter dem Argentinier Otilio Rosa und erreichte in 47,64 s Rang sieben über 400 Meter. Zudem gewann er in beiden Staffelbewerben die Bronzemedaille.
Bei den IAAF World Relays 2019 in Yokohama schied er mit der 4-mal-200-Meter-Staffel mit 1:27,22 min in der Vorrunde und anschließend belegte er bei den Südamerikameisterschaften in Lima in 49,19 s den siebten Platz über 400 Meter und erreichte mit der 4-mal-100-Meter-Staffel nach 41,14 s Rang sechs.

## Persönliche Bestleistungen
- 100 Meter: 10,51 s (+1,2 m/s), 28. Oktober 2017 in Quito
- 200 Meter: 21,13 s (−1,9 m/s), 30. September 2018 in Cuenca
- 400 Meter: 47,64 s, 29. September 2018 in Cuenca